# Irina Habarova
Irina Sergejevna Habarova (rusko Ирина Сергеевна Хабарова), ruska atletinja, * 18. marec 1966, Jekaterinburg, Sovjetska zveza.
Nastopila je na poletnih olimpijskih igrah v letih 2000 in 2004, ko je osvojila srebrno medaljo v štafeti 4x100 m, leta 2000 pa peto mesto. Na evropskih prvenstvih je osvojila zlato in bronasto medaljo v isti disciplini ter bronasto medaljo v teku na 100 m leta 2006.